# Love Nature
A Love Nature kanadai székhelyű speciális televíziós csatorna. A csatorna vadvilággal és természettel kapcsolatos dokumentumfilmeket és televíziós sorozatokat sugároz. 
A csatorna kanadai tevékenységei kizárólag a Blue Ant Media tulajdonában vannak, míg a nemzetközi műveletek a Blue Ant Media, a Rock Entertainment Holdings és a Smithsonian Networks közös tulajdonában vannak.

## Fordítás
- Ez a szócikk részben vagy egészben  a   Love Nature című angol Wikipédia-szócikk ezen változatának fordításán alapul.  Az eredeti cikk szerkesztőit annak laptörténete sorolja fel. Ez a jelzés csupán a megfogalmazás eredetét és a szerzői jogokat jelzi, nem szolgál a cikkben szereplő információk forrásmegjelöléseként.